# Nephodia subplagiata
Nephodia subplagiata là một loài bướm đêm trong họ Geometridae.